# Nilprinia
Nilprinia (Prinia gracilis) är en fågel i familjen cistikolor inom ordningen tättingar. Tidigare behandlades den och östligare dvärgprinian som en och samma art, streckad prinia eller streckig prinia, men erkändes som olika arter 2021.

## Utseende och läte
Nilprinian är mycket lik dvärgprinian och fram tills nyligen behandlades de som en och samma art. De är båda mycket små fåglar, endast 10–13 cm långa, med lång och starkt avrundad stjärt och korta, rundade vingar. Ytligt sett påminner de om snårsångaren (Scotocerca inquieta) som den delvis delar utbredningsområde med. Priniorna har dock ett mindre otecknat huvud utan vare sig ögonstreck eller ögonbrynsstreck, dräkten gråare generellt och mer streckad på ryggen. Varje stjärtpenna på den avrundade stjärten har också en svartvit spets, vilket syns tydligt underifrån.
Lätena skiljer sig starkt från snårsångarens melodiska visslingar. Den lockar med explosiva "tlipp!" eller smattrande "srrrrrrrt". Sången är ett mycket monotont ihärdigt "srliip srliip srliip".
Jämfört med dvärgprinian är nilprinian något större, med längre näbb och ben men kortare stjärt. Den har tydligare mörka fläckar på stjärtens undersida men svagare bandning på stjärtens ovansida. Ovansidan är generellt ljusare med smalare streck. På bröstsidorna är. streckningen mindre tydlig. Även sången skiljer sig där dvärgprinians flyter samman till en serie, inte som hos nilprinian med klart åtskilda korta fraser.

## Utbredning och systematik
Nilprinian förekommer i nordöstra Afrika och delar av Mellanöstern. International Ornithological Congress (IOC) delar in den i sju underarter med följande utbredning:
- Prinia gracilis natronensis – norra Egypten (Wadi el Natrun)
- Prinia gracilis deltae – Egypten (Nildeltat) till västra Israel
- Prinia gracilis gracilis – Kairo i norra Egypten till nordöstra samt centrala Sudan och Somalia
- Prinia gracilis ashi – sydöstra Somalia utmed kusten från cirka 2°N och 30°N
- Prinia gracilis yemenensis – kustnära sydvästra Saudiarabien, Jemen och södra Oman
- Prinia gracilis hufufae – nordöstra Saudiarabien och Bahrain
- Prinia gracilis palestinae – södra Syrien till nordvästra Saudiarabien

Fågeln har tillfälligt påträffats på Cypern och i Grekland. Det är dock oklart om dessa fynd utgör nilprinia eller dvärgprinia. Arten är normalt stannfågel.
Tidigare behandlades nilprinian och dvärgprinian som en och samma art, streckig prinia eller streckad prinia (P. gracilis). De urskiljs dock sedan 2021 som skilda arter av tongivande International Ornithological Congress (IOC) och Clements m.fl. efter studier som visar på skillnader i genetik, storlek, fjäderdräkt och läten. Svenska BirdLife Sveriges taxonomikommitté följde efter 2022.
Situationen på östra Arabiska halvön, där båda arter förekommer i form av taxonen hufufae och carpenteri, är dock fortfarande inte helt utredd. Shirihai och Svensson (2018) synonymiserar carpenteri med hufufae, men enligt Alström m.fl. är carpenteri en del av dvärgprinian i både DNA, läten och utseende, medan hufufae ser ut som nilprinia.
Clements et al inkluderar palestinae i nominatformen.

### Familjetillhörighet
Cistikolorna behandlades tidigare som en del av den stora familjen sångare (Sylviidae). Genetiska studier har dock visat att sångarna inte är varandras närmaste släktingar. Istället är de en del av en klad som även omfattar timalior, lärkor, bulbyler, stjärtmesar och svalor. Idag delas därför Sylviidae upp i ett antal familjer, däribland Cisticolidae.

## Ekologi
Nilprinia återfinns i buskar och gräs i både torra och fuktiga miljöer som diken, åkanter, jordbruksmark och intill byggnader så länge det finns tät undervegetation som vass, säv eller tamarisk. Den är livlig och orädd. Boet placeras lågt i vegetationen.

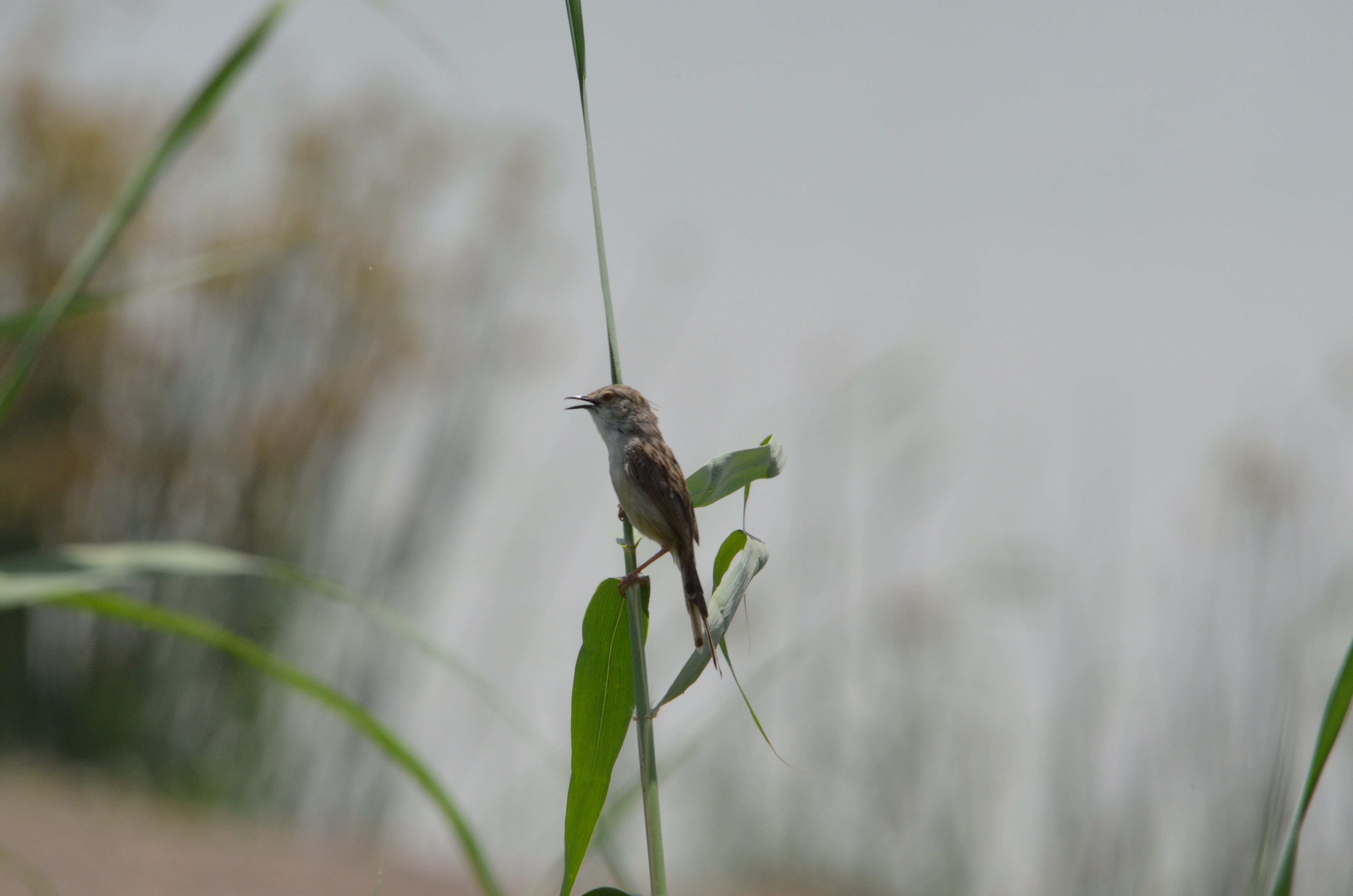

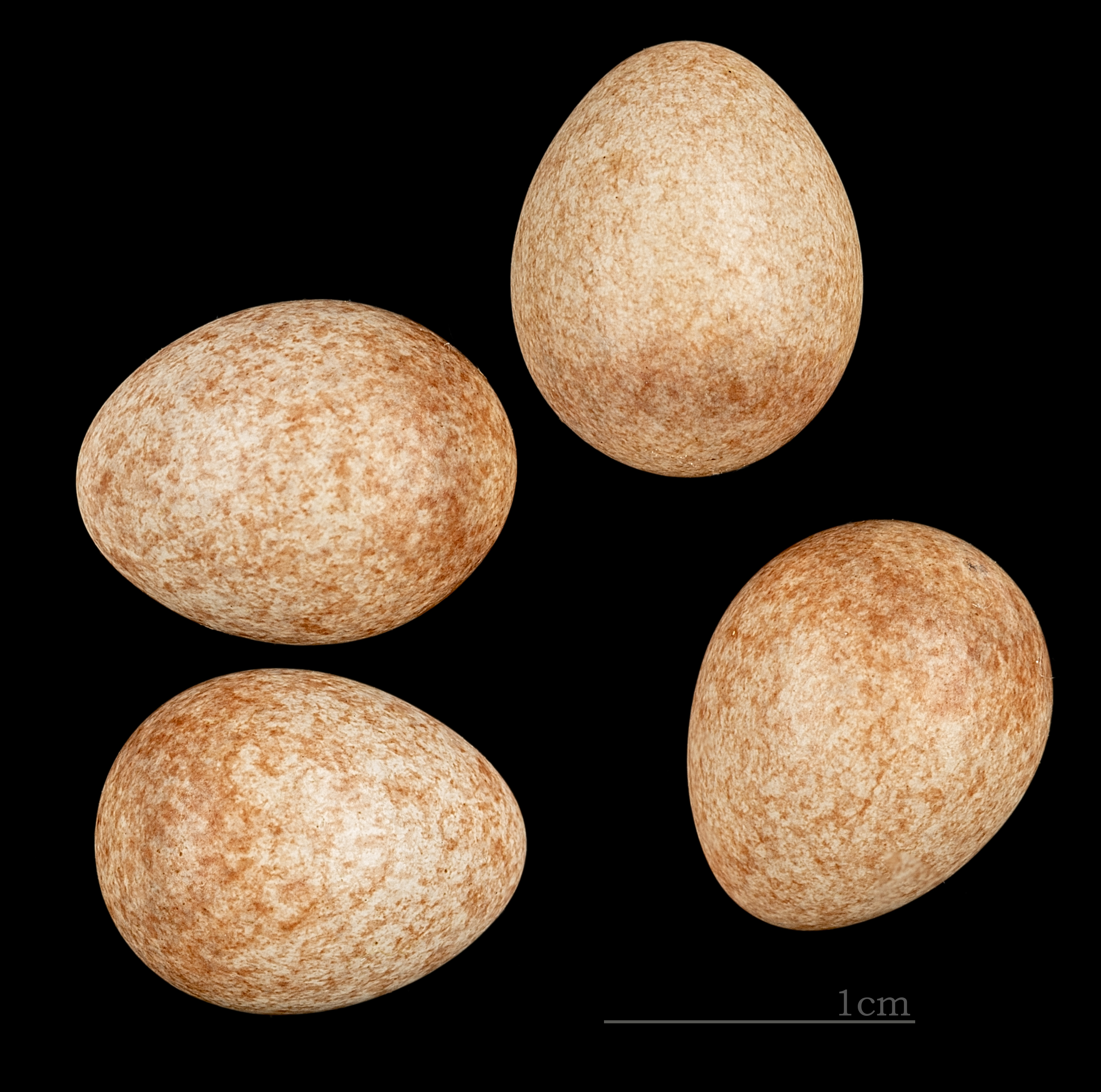
Ägg från nilprinia av underarten palaestinae

## Status och hot
Internationella naturvårdsunionen IUCN bedömer hotstatus för nilprinia och dvärgprinia sammantaget. Populationen har ett stort utbredningsområde och en stor population med stabil utveckling. Utifrån dessa kriterier kategoriserar IUCN den som livskraftig (LC). I Egypten tros det häcka fler än 100 000 par.

## Namn
Släktesnamnet tillika släktets trivialnamn Prinia kommer av javanesiska namnet "prinya" för bandvingad prinia (Prinia familiaris).